# Pohoarna
Pohoarna è un comune della Moldavia situato nel distretto di Șoldănești di 2.002 abitanti al censimento del 2004.